# Шаталов, Сергей Анатольевич
Шаталов Сергей Анатольевич — советский и украинский (русскоязычный) поэт и прозаик, актёр, режиссёр, редактор.

## Биография
Родился 28 сентября 1958 года в городе Сталино (ныне Донецк) .
Вице-президент Ассоциации русских верлибристов. Организатор и куратор литературных проектов от Всесоюзного съезда русских верлибристов (Донецк, 1991) до Международного фестиваля русских журналов «Знаки отличия» (Донецк, 2013).
Сценарист и режиссёр ряда фильмов: «Юрий Норштейн, или Обратная сторона осени», «Гофманиана Андрея Тарковского», «Андеграунд с любовью?», «Званая охота», а также кинопроекта в формате DISCOVERY — «Донбасс — бесконечная история».
Возглавлял театр экспериментальной режиссуры «Убегающее зеркало», в настоящее время — «Театр земной астрономии» (автор и постановщик пьес по мотивам произведений Фёдора Достоевского, Андрея Тарковского, Юрия Мамлеева, Карлоса Кастанеды и других).
В качестве драматурга и режиссёра в Кировоградском украинском академическом музыкально-драматическом театре им. М. Л. Кропивницкого работал над спектаклем «Притяжение. Погружение. Тарковские» (2013—2014). В конце 1980-х годов совместно с посольствами Швеции, Германии, Польши провёл в Донецке масштабные дни культур этих стран и фестивали новационного кино.
Один из основателей и руководителей проекта «Этнографический Донбасс».
С 1994 один из основателей и редактор литературно-художественного журнала «Многоточие», который в 1995 году вошел в шорт-лист «Малого Букера». С 2008 года главный редактор международного литературно-художественного альманаха «Четыре сантиметра луны», который в 2012 году вошел в шорт-лист «Русской премии», а в 2014 — в лонг-лист «Русской премии». Публиковался в различных журналах и альманахах Украины, ближнего и дальнего зарубежья: «Черновик», «Звезда Востока», «Стетоскоп», «Collegium», антологии «Освобожденный Улисс» и других. Автор поэтических сборников: «Безумный Пьеро» (М., 1991), «И другие, более смутные образы» (Донецк, 1999), «Ad libitum» (Донецк, 2004), книги прозы «Синева небес» (Киев, 1992), книги киновидений «Формы безмолвия и пустоты» (Донецк, 1999).
В 2009 году на II Всеукраинском кинофестивале «Другие Территории» фильм Шаталова «Званая охота» занял первое место в номинации «Эксперимент».
В качестве составителя выпустил три сборника «Антологии странного рассказа». Первый вышел в Донецке (1999), последующие два в харьковском издательстве «Фолио» (2012, 2013).
В 2018 году принял участие в международной конференции «Лаборатория в перформативных искусствах: между метафорой и практикой».
В 2025 году поставил моноспектакль «Мистерии преображения» в музыкальном сопровождении Сергея Летова.

### Книги
- Безумный Пьеро: Книга свободных стихов. — М.: Прометей, 1991. — 10000 экз.
- Синева небес: Рассказы. — Киев: Профсоюз литераторов, 1992. — 3000 экз.
- И другие, более смутные образы: Стихи. — Донецк, 1999. — 1000 экз.
- Формы безмолвия и пустоты: Киновидения. — Донецк, 1999. — 1000 экз.
- Ad Libitum: Свободные стихи и переводы. — Донецк, 2004. — 1000 экз.
- Сержант Пеппер и его одинокое сердце. — Харьков : Фолио, 2018. — 1000 экз.[35]

### Журнальные публикации
- А.Парщиков, С.Шаталов. Превращенные в формы // Дикое поле. — 2004. — № 5.
- Сергей Шаталов. Из цикла «Театр плохих актеров» // Крещатик. — 2014. — № 2 (64). — ISSN 1619-2966.
- Сергей Шаталов. Избранные стихи и проза // Соты. — 2014—2016.
- Сергей Шаталов. Стихи из цикла «Слова под наблюдением» // Волга. — 2016. — № 5—6.
- Сергей Шаталов. Итальянская поэзия XX века // Интерпоэзия. — 2018. — № 3.
- Сергей Шаталов. Жители маленькой смерти // АРТИКУЛЯЦИЯ. — 2018. — № 2.
- Сергей Шаталов. Проект прекрасного воскресенья // Крещатик. — 2021. — № 4.
- Сергей Шаталов. Stairway to heaven // АРТИКУЛЯЦИЯ. — 2020. — № 10.